# Palacio Taranco
El Palacio Taranco es un edificio de carácter histórico, ubicado frente a la Plaza Zabala, en el barrio Ciudad Vieja de Montevideo, Uruguay. Desde 1972 es sede del Museo de Artes Decorativas.
El Palacio Taranco ocupa la manzana donde se ubicó en la época colonial la Casa de Comedias, el primer teatro que existió en Montevideo y posteriormente el Teatro San Felipe. 

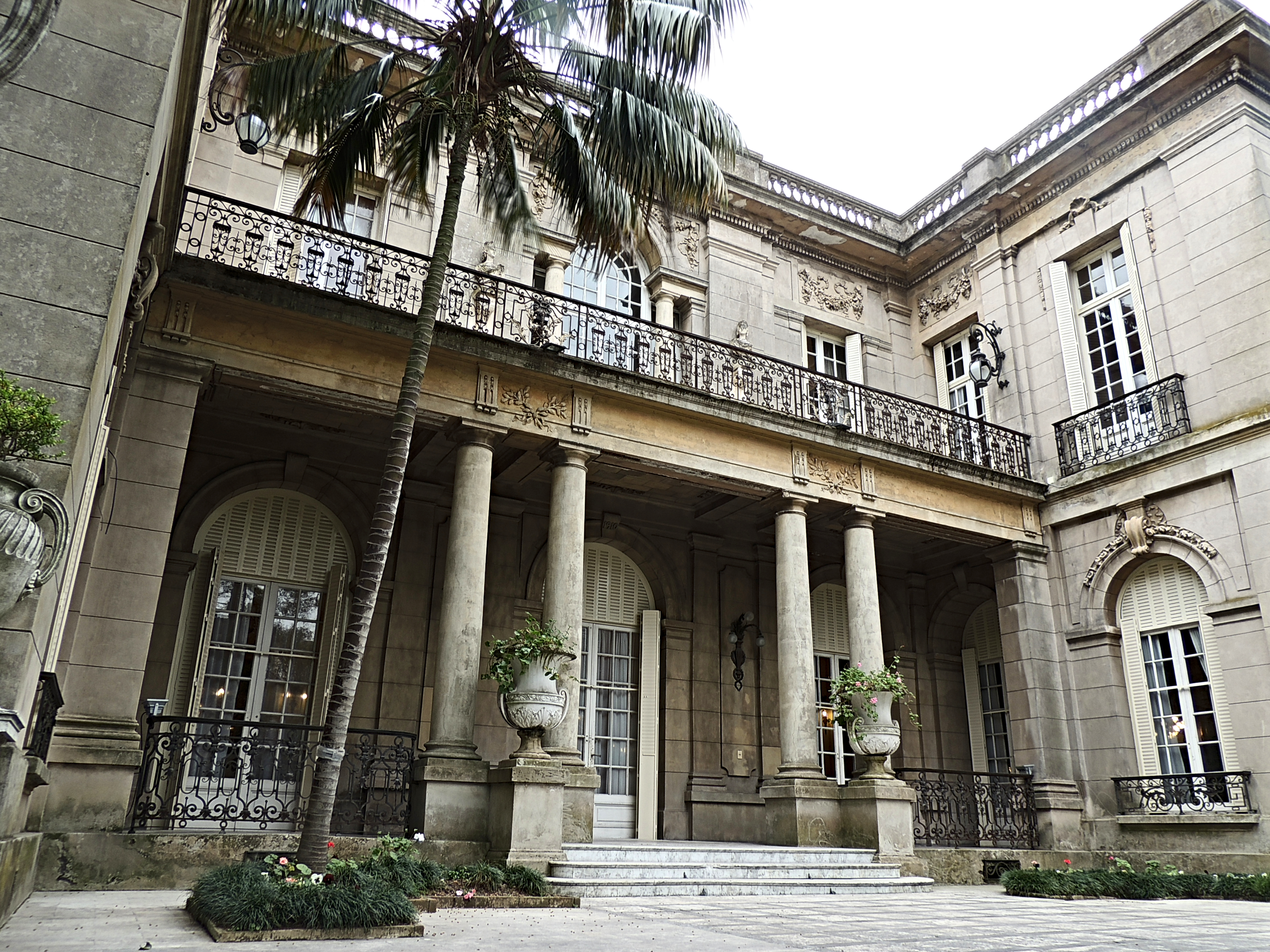
Patio interior del Palacio Taranco

## Historia
Los hermanos Félix, José y Hermenegildo Ortiz de Taranco llegaron a Uruguay a fines del siglo XIX, adquirieron el terreno con las ruinas del Teatro San Felipe y encargaron la construcción de su residencia personal a los arquitectos franceses Charles Louis Girault (autor del Petit Palais en París) y Jules León Chifflot en 1907. La construcción estuvo a cargo de la empresa constructora de John Adams, quien fuera responsable también de la construcción del edificio del Hospital Británico de Montevideo, entre otros edificios destacados de la época.
Los arquitectos enviaron 72 planos manuscritos y una serie de 29 acuarelas con indicaciones para la ornamentación. Si bien no se siguieron las indicaciones al pie de la letra, los hermanos Taranco tuvieron en cuenta las recomendaciones de los arquitectos a la hora de adquirir el mobiliario, los adornos y obras de arte, que adquirieron en sucesivos viajes a Europa.
Los pisos son de roble trabado estilo Versalles, las bocas de las estufas, columnatas y jardineras son de mármoles de Génova. Todo el alhajamiento interior fue realizado por la Maison Krieger de París y aprobada por los arquitectos.
El edificio, resuelto en forma de triángulo, presenta un conjunto de fachadas de estilo ecléctico cercano al Luis XVI. El tratamiento formal del interior se inscribe también dentro del eclecticismo y toma como base elementos decorativos Luis XV, Regencia y Luis XVI. Desarrollado en tres plantas, comprende una planta baja social, una planta alta de uso privado, una terraza, un mirador y un subsuelo de servicios, donde se encontraban salas de gimnasia y saunas.
El acceso fue concebido con una elegante rotonda para carruajes en la esquina de las calles 1.º de Mayo y 25 de Mayo. En el interior, una escalera de mármol comunica con el vestíbulo y los salones, que incluyen un gran salón principal, el comedor, el salón de fumar, la sala de billar y la biblioteca.
La planta alta, destinada a habitación, estaba compuesta por tres apartamentos independientes. El principal contiguo a la escalinata principal con una amplia antecámara y otros dos en conexión directa. El departamento de servicio, integrado por cuatro plantas relacionadas por una escalera, incluía la cocina, dos comedores, lavadero, sala de planchado, baños y seis dormitorios.
La residencia fue habitada por la familia Ortiz de Taranco hasta el fallecimiento de Félix en 1940. Su esposa, Elisa García de Zúñiga, se trasladó a otra propiedad de la familia y comenzaron las tratativas de venta al Estado, que la adquirió en 1943 junto con el mobiliario. La familia donó las obras de arte con el expreso propósito de que se destinara el edificio y la colección a la constitución del Museo de Artes Decorativas.
En 1946 se instaló en el edificio el Ministerio de Instrucción Pública y recién en 1972 fue habilitado como Museo de Artes Decorativas. En 1997 se realizó una restauración edilicia.
En esta residencia tuvo lugar la firma del Acta de Montevideo en 1979, con la cual se logró la mediación papal que solucionó el diferendo fronterizo entre Argentina y Chile por el Canal de Beagle.